# Тирлич кінчастий
Тирлич кінчастий (Gentiana laciniata) — вид квіткових рослин родини тирличевих (Gentianaceae).

## Біоморфологічна характеристика
Це багаторічна рослина 3–8 см заввишки. Листки щільно розміщені на стеблі й черепицево прикривають один одного, вони вузько-ланцетні чи лінійно-ланцетні. Чашечка 8–15 мм завдовжки; зубці чашечки в 2–2.5 раза коротші за її трубку. Віночок 25–35 мм завдовжки, фіолетовий; лопаті відігнуті горизонтально чи навіть трохи вниз, тупуваті.

## Поширення
Високогірний вид з диз’юнктивним ареалом. 
В Україні вид росте на альпійських луках, куртинах  — Чорногора, Свидовець та Чивчин, на висоті 1600–1800 м н. р. м. .
Водночас наводяться дані, що вид поширений переважно в субальпійському поясі Альп, Балкан, Піренеїв та Карпат . Дані про поширення виду не підтверджують вищезгадані відомості.

## Значення і статус виду
Ендемік Східних Карпат. Росте переважно в субальпійському або субарктичному біомі . Має статус «рідкісного» в ЧКУ. 
Статус «рідкісного» відповідає статусу зникаючий (Endangered, EN) або уразливий (Vulnerable, VU) згідно з Червоним списком Міжнародного союзу охорони природи (МСОП). Водночас вид не внесений до списку МСОП.

## Схожі види
Інші види, які часто помилково визначають як цей вид: 
- Тирлич безстебловий (Gentiana acaulis)
- Тирлич звичайний (Gentiana pneumonanthe)